# Давидівка (Полтавська міська громада)
Дави́дівка —  село в Україні, у Полтавській міській громаді Полтавського району Полтавської області. Населення становить 91 осіб, але постійно проживає не більше 40.  До 2020 орган місцевого самоврядування — Ковалівська сільська рада.

## Географія
Село Давидівка знаходиться за 2,5 км від лівого берега річки Коломак, на відстані 1 км від села Їжаківка. Поруч проходить автомобільна дорога Н12 (Р11).

## Історія
Найбільш удар по демографії села - Геноцид-Голодомор 1932-1933 років, проведений урядом СССР. Остаточно населення села змінене після Другої світової війни. Люди постраждали ще й внаслідок відплатних акцій німецької адміністрації, яка примусово депортувала мешканців села Давидівка разом із відступаючими військами на захід.
12 червня 2020 року, відповідно до розпорядження Кабінету Міністрів України № 721-р «Про визначення адміністративних центрів та затвердження територій територіальних громад Полтавської області», село увійшло до складу Полтавської міської громади.
19 липня 2020 року, в результаті адміністративно - територіальної реформи та ліквідації Полтавського району (1925—2020), село увійшло до складу новоутвореного Полтавського району.

## Сучасний стан
У селі немає церкви. До десятка добрих цегляних хат. Негазифіковане.

## Населення

### Мова
Розподіл населення за рідною мовою за даними перепису 2001 року:
| Мова       | Кількість | Відсоток |
| ---------- | --------- | -------- |
| українська | 89        | 97.8%    |
| російська  | 2         | 2.2%     |
| Усього     | 91        | 100%     |